# Gli anni ruggenti
Gli anni ruggenti is een Italiaanse film van Luigi Zampa die werd uitgebracht in 1962.
Het scenario is losjes geïnspireerd door de satirische komedie De revisor (1835-1836) van Nikolaj Gogol.
De titel verwijst naar de Italiaanse benaming voor de Roaring twenties, de zeer bewogen periode van groei en onbezorgdheid van de jaren twintig van de 20e eeuw.

## Samenvatting
1937. Omero Battifiori, een verzekeringsmakelaar, wordt naar een stadje in Apulië gezonden om zijn klantenbestand uit te breiden. De overheid van dat stadje werd onlangs door een brief op de hoogte gebracht van het nakend incognito bezoek van een hoge functionaris van het fascistisch regime. Die brief werd vanuit Rome verzonden door een verwant van de plaatselijke burgemeester Acquamano. Dat familielid werkt op de prefectuur van Tarente en wou het stadje waarschuwen dat er inspectie op komst is. 
Wanneer Battifiori in het stadje aankomt wordt bij beschouwd als de verwachte hoge functionaris van de Partito Nazionale Fascista. De lokale ambtenaren zijn als de dood voor een administratieve doorlichting want dan zouden al hun wetsovertredingen, waardoor ze zich hebben verrijkt, aan het licht komen. Om de dreiging voorlopig wat af te wenden wordt Battifiori met veel eer onthaald. 

## Rolverdeling
| Acteur           | Personage                    |
| ---------------- | ---------------------------- |
| Nino Manfredi    | Omero Battifiori             |
| Gino Cervi       | Salvatore Acquamano          |
| Michèle Mercier  | Elvira Acquamano             |
| Rosalia Maggio   | mevrouw Nunzia Acquamano     |
| Salvo Randone    | dokter De Vincenzi           |
| Gastone Moschin  | Carmine Passante             |
| Giuseppe Ianigro | Nicola De Bellis             |
| Angela Luce      | Donna Rosa De Bellis         |
| Carla Calò       | de vrouw van het schoolhoofd |
| Dolores Palumbo  | de vrouw van De Vincenzi     |
| Mario Passante   | de fascistische handelaar    |
| Anita Durante    | de moeder van Omero          |